# شهر الشرف
شانزدهمین ماه از ماه‌های سال ۳۶۱ روزه آیین بیانی است که توسط سید علی محمد باب در کتاب چهارشآن به آن اشاره شده‌است.
- الأسماء کلشیئ - چهار شآن

همچنین
شانزدهمین ماه از ماه‌های ۱۹گانه در گاه‌شماری بهائی است که مثل همه ماه‌های این گاه‌شماری دارای ۱۹ روز می‌باشد.

## اعیاد
عید قدس الازل مصادف با شب سه شنبه نهم ماه شرف سال ۱۵ تقویم بدیع بیانی

## مرگ‌ها
وفات میرزا یحیی نوری ملقب به صبح ازل مصادف با ساعت ۷ صبح روز دوشنبه دوازدهم ماه شرف سال ۶۳ تقویم بدیع بیانی